# Didilia
Didilia est, dans la mythologie slave la déesse de la fécondité féminine et des naissances. 
Didilia aide les femmes stériles et est représentée par une jeune femme couronnée de pierres précieuses. Les gens venaient lui offrir dans son temple des fleurs, des fruits, des agneaux, des porcelets et des veaux nouveau-nés.
Elle forme avec Zizilia, déesse de l'érotisme, une paire de divinités liées à la Fertilité.